# 阿姆斯特丹自豪遊行
阿姆斯特丹自豪（英語：Amsterdam Pride），又名阿姆斯特丹同性戀自豪（英語：Amsterdam Gay Pride），是一個在荷蘭首都阿姆斯特丹市中心每年舉辦的同性戀節日，舉辦時期是八月第一個週末。該節日每年吸引眾多遊客，是荷蘭最大的年度公開活動之一。

## 历史
阿姆斯特丹自豪在1996年首次舉辦，其目的是慶祝自由和多樣性。而其它眾多同志驕傲最初則是追求平權的示威活動。荷蘭的另一同性戀活動「粉色星期六（荷蘭語：Roze Zaterdag）」的目的則同樣是追求平權，首次舉辦是在1979年，並自1981年開始每年在不同城市舉辦。
荷蘭社會對LGBT群體的看法總體較為積極，民眾支持且公開促進LGBT社區的平權和自由。

## 節日
阿姆斯特丹自豪的高峰是在運河遊行期間。每年八月的第一個星期六，各色經過裝飾的彩船在阿姆斯特丹運河上遊行，其路線通常開始於西船塢（Westerdok），經過阿姆斯特爾河、天鵝防衛堤和舊城牆，到達東船塢。2014年，第一艘猶太人傳和第一艘摩洛哥人船參加了阿姆斯特丹自豪運河遊行。達娜國際登上了猶太人船。在阿姆斯特丹紅燈區作為性從業者工作50年的弗肯斯雙胞胎（Louise Fokkens和Martine Fokkens）亦登上了猶太人船。一位來自海牙的改革派拉比瑪麗安·范·普拉格（Marianne van Praag）是唯一搭乘猶太人船的拉比。
阿姆斯特丹同性戀驕傲通常為期一周，舉辦眾多為女同性戀、男同性戀、雙性戀和跨性別者（LGBT）的活動，包括展覽、文化、體育活動。在同志酒吧聚集的地區，亦會舉辦街頭派對。運河遊行之後的星期日會在倫勃朗廣場舉辦閉幕派對。

## 更名為「阿姆斯特丹自豪」
2015年，阿姆斯特丹同性戀自豪遊行的組委會決定變更活動的名稱。創辦這一節日的ProGay表示，名稱中的「同性戀」一詞並未充分體現活動參與者的多樣性。組委會主席Irene Hemelaar確認名稱定會變更，但僅在2017年變更。組委會希望通過更名使得同志驕傲活動更具包容性。荷蘭警察亦每年參與阿姆斯特丹自豪遊行，並在假日期間穿著粉色制服，象徵警察對LGBT社區的支持。
2016年，歐洲自豪（EuroPride）將其社區名稱更改為LGBTI，「I」代表雙性人。這一年也是節日中第一次有代表雙性人社區的節目。更名亦意味著社區創造更具包容性的環境，容納所有人慶祝他們的性別和性取向。

## 外部連結
- 阿姆斯特丹自豪遊行
- Amsterdam Gay Pride Canal Parade (Video)
- History of Amsterdam Gay Pride （页面存档备份，存于）